# Revilla (Guriezo)
Revilla es una localidad española del municipio de Guriezo, perteneciente a la comunidad autónoma de Cantabria. 

## Geografía
La localidad se encuentra a 35 m s. n. m. y a un kilómetro de la capital municipal, El Puente.

## Demografía
En 2023, la entidad singular de población de Revilla tenía empadronados 101 habitantes, todos ellos en el núcleo de población de ese nombre.